# De civitate Dei
De civitate Dei (puni naslov: De Civitate Dei contra Paganos; doslovno: "O Državi Božjoj protiv pagana") je knjiga na latinskom jeziku koju je 420-ih objavio znameniti kršćanski teolog Aurelije Augustin u kojoj iznosi temelje kršćanske filozofije. Ta knjiga predstavlja najpoznatije Augustinovo djelo, koje je imalo značajan uticaj na dalji razvoj zapadne civilizacije. 
Njen naslov se najčešće prevodi kao Država Božja ili Božja Država, a ponekad i kao Grad Božji ili Božji Grad.
Augustin je knjigu počeo pisati godine 412. potaknut vizigotskom pljačkom Rima, događajem koji je šokirao i duboko traumatizirao kasnoantički svijet, odnosno doveo do propitivanja kršćanstva koje je tada već etablirano kao državna religija Rimskog Carstva. Augustin je knjigu zamislio prije svega kao odgovor poganima koji su kršćane, odnosno napuštanje stare rimske religije, smatrali glavnim uzrokom barbarskih najezdi, pustošenja i drugih nedaća u kome se našlo Carstvo i njegovi podanici. U tu je svrhu izložio vlastito viđenje svjetske povijesti, koje predstavlja jedan od prvih primjera filozofije povijesti, odnosno koncept "Božje države" (civitas dei) nasuprot "zemaljske države" (civitas terrena).

## Vanjske poveznice
Originalni tekst
- (lat.) De civitate dei — The Latin Library.
- (engl.) The City of God — Dods translation, New Advent.
- (engl.) The City of God — audio version from LibriVox.

Stranice o tekstu
- (engl.) An introduction to The City of God by James J. O'Donnell